# مثقوبات الظنبوب
مثقوبات الظنبوب (الاسم العلمي:Toretocnemidae) هي فصيلة منقرضة من الإكصوريات.

## الأجناس
- مثقوب الظنبوب